# Chionaema fasciatella
Chionaema fasciatella är en fjärilsart som beskrevs av Rothschild 1912. Chionaema fasciatella ingår i släktet Chionaema och familjen björnspinnare. Inga underarter finns listade i Catalogue of Life.